# 2ТЭ137
2ТЭ137 — опытный советский двухсекционный двенадцатиосный тепловоз мощностью по дизелям 2×4000 л.с. и с электрической передачей переменного тока. По конструкции представляет собой грузовой тепловоз 2ТЭ121 с асинхронными тяговыми электродвигателями. В эксплуатацию не поступал.

## История создания и выпуска
В конце 1970-х — первой половине 1980-х в Советском Союзе, как и во многих странах мира, проводились исследования по применению на самоходном подвижном составе (локомотивы и моторвагонные поезда) бесколлекторных тяговых электродвигателей (синхронные или асинхронные) (программа ГКНТ 0.54.01.07). В 1975 году Ворошиловградским заводом был построен тепловоз (макетный образец) ТЭ120 мощностью 3000 л. с. с электрической передачей переменного тока и с асинхронными ТЭД. В декабре 1978 года была совершена первая обкатка ТЭ120, а в 1979 году его направили на Донецкую железную дорогу для прохождения эксплуатационных испытаний. На основании этих испытаний была сделана рекомендация о постройке опытного двухсекционного тепловоза 2ТЭ121, оборудованного асинхронными ТЭД.
25 марта 1980 года от Министерства путей сообщения поступила заявка с исходными техническими требованиями. В 1985 году «Ворошиловградтепловоз» закончил постройку опытного двухсекционного тепловоза (ТУ24.04.544-9), которому присвоили обозначение 2ТЭ137. Примечательно, что в том же году (1985) на Новочеркасский электровозостроительный завод выпустил другой мощный локомотив с асинхронными ТЭД — электровоз ВЛ86Ф, созданного на базе ВЛ85.
25 мая 1986 года было издано постановление ЦК КПСС и Совета министров СССР № 633 «О мерах по дальнейшему улучшению работы и укреплению материально-технической базы железнодорожного транспорта в 1986—1990 гг.», что должно было дать новый толчок в исследованиях по вопросу использования тепловозов с повышенной осевой нагрузкой в 25 тс, что уже являлось предельной для большинства линий с тепловозной тягой. В феврале 1988 года Министерство путей сообщения согласовало, а Министерство тяжёлого, энергетического и транспортного машиностроения СССР утвердило техническое задание на тепловозы с электрической передачей переменного тока. Но тяжёлое экономическое положение в Советском Союзе, а также последовавший всего через несколько лет распад страны привели к тому, что это задание не было выполнено, а работы по изучению применения на локомотивах бесколлекторных тяговых двигателей на локомотивах были свёрнуты.

## Конструкция
В основном по конструкции 2ТЭ137 копировал 2ТЭ121: механическая часть, дизель-агрегат 2В-9ДГ (дизель 2В-5Д49, тяговый агрегат А-714А). Основные отличия заключались лишь в замене тяговых электродвигателей постоянного тока на асинхронные (АД-901), в связи с чем вместо выпрямительной установки был применён преобразователь частоты (ПЧ-МТП-550-1,2к). Оборудование было рассчитано на эксплуатацию в условиях умеренного и холодного климата По сравнению с 2ТЭ121, тепловоз 2ТЭ137 получился довольно тяжёлым — 300 т, то есть с осевой нагрузкой 25 тс. 

## Судьба локомотива
Опытный образец двухсекционного тепловоза остался на заводе для проведения испытаний и отработки электрической передачи переменного тока. 2ТЭ137 так и не поступал на железные дороги. По данным на 2008 год тепловоз с заваренными металлическими листами окнами ещё находится на территории ПО «Лугансктепловоза» (бывший «Ворошиловградтепловоз»). Разрезан на металлолом в марте 2013 года.